# Kreis Eisleben
| Basisdaten                                             | Basisdaten                                                |
| ------------------------------------------------------ | --------------------------------------------------------- |
| Bezirk der DDR                                         | Halle                                                     |
| Kreisstadt                                             | Lutherstadt Eisleben                                      |
| Fläche                                                 | 311 km² (1989)                                            |
| Einwohner                                              | 69.489 (1989)                                             |
| Bevölkerungsdichte                                     | 223 Einwohner/km² (1989)                                  |
| Kfz-Kennzeichen                                        | K und V (1953–1990) KG und VG (1974–1990) EIL (1991–1994) |
|                                                        |                                                           |
| Der Kreis Eisleben im Bezirk Halle (anklickbare Karte) |                                                           |

Der Kreis Eisleben war ein Landkreis im Bezirk Halle der DDR. Von 1950 bis 1952 und von 1990 bis 1994 bestand er als Landkreis Eisleben, ab 1990 im Land Sachsen-Anhalt. Das Kreisgebiet gehört heute zum Landkreis Mansfeld-Südharz in Sachsen-Anhalt. Der Sitz der Kreisverwaltung befand sich in der Lutherstadt Eisleben.

## Geographie
Der Kreis Eisleben grenzte im Uhrzeigersinn im Norden beginnend an die Kreise Hettstedt, Saalkreis, Querfurt und Sangerhausen.

## Geschichte
Am 1. Juli 1950 kam es im Land Sachsen-Anhalt in der DDR zu einer ersten Gebietsreform. Aus der bis dahin kreisfreien Stadt Eisleben, dem Mansfelder Seekreis und einem Teil des Mansfelder Gebirgskreises wurde der Landkreis Eisleben gebildet. Bei einer weiteren Gebietsreform gab der Landkreis Eisleben am 25. Juli 1952 Gebietsteile an die neuen Kreise Bernburg und Hettstedt ab. Aus dem verbliebenen Teil des Landkreises wurde zusammen mit Teilen des alten Landkreises Sangerhausen der Kreis Eisleben gebildet, der dem neugebildeten Bezirk Halle zugeordnet wurde. Am 1. April 1979 gab der Kreis Eisleben die Gemeinde Schwittersdorf an den Saalkreis ab.
Am 17. Mai 1990 wurde der Kreis in Landkreis Eisleben umbenannt. Anlässlich der Wiedervereinigung der beiden deutschen Staaten wurde der Landkreis im Oktober 1990 dem wiedergegründeten Land Sachsen-Anhalt zugesprochen. Bei der Kreisreform von 1994 ging er im Landkreis Mansfelder Land auf. Dieser Landkreis fusionierte am 1. Juli 2007 mit dem Landkreis Sangerhausen zum neuen Landkreis Mansfeld-Südharz.

## Einwohnerentwicklung
| Jahr      | 1960    | 1971   | 1981   | 1989   |
| Einwohner | 101.467 | 89.201 | 75.846 | 69.489 |

## Städte und Gemeinden
Nach der Verwaltungsreform von 1952 gehörten dem Kreis Eisleben die folgenden Städte und Gemeinden an:
| - Ahlsdorf - Amsdorf - Annarode - Aseleben - Augsdorf - Benndorf - Bischofrode - Bornstedt - Bösenburg 1 - Burgsdorf | - Dederstedt - Eisleben, Stadt - Erdeborn - Hedersleben - Helbra - Helfta 2 - Hergisdorf - Hübitz - Klostermansfeld - Lüttchendorf | - Neehausen - Oberrißdorf 3 - Polleben - Röblingen - Rottelsdorf - Schmalzerode - Schwittersdorf 4 - Seeburg - Siebigerode - Siersleben | - Stedten - Unterrißdorf - Volkstedt - Wansleben am See - Wimmelburg - Wolferode |

## Wirtschaft
Die Wirtschaft des Kreises wurde dominiert vom Kupferbergbau und der Kupferverarbeitung durch das VEB Mansfeld Kombinat Wilhelm Pieck.

## Verkehr
Dem überregionalen Straßenverkehr dienten die F 80 Richtung Nordhausen und Halle, die F 180 Richtung Magdeburg und Erfurt sowie die F 242 Richtung Harz. Außerdem wurde der Kreis Eisleben von den Eisenbahnstrecken Halle–Eisleben–Nordhausen und Berlin–Sangerhausen–Blankenheim durchquert.

## Kfz-Kennzeichen
Den Kraftfahrzeugen (mit Ausnahme der Motorräder) und Anhängern wurden von etwa 1974 bis Ende 1990 dreibuchstabige Unterscheidungszeichen, die mit den Buchstabenpaaren KG und VG begannen, zugewiesen. Die letzte für Motorräder genutzte Kennzeichenserie war VH 30-01 bis VH 60-00.
Anfang 1991 erhielt der Landkreis das Unterscheidungszeichen EIL. Es wurde bis zum 30. Juni 1994 ausgegeben. Seit dem 27. November 2012 ist es im Landkreis Mansfeld-Südharz erhältlich (Kennzeichenliberalisierung).